# Elena Pasquinelli
Elena Pasquinelli (née le 9 mai 1972 à Volterra) est une chercheuse italienne en philosophie, associée de l’institut Jean Nicod, membre de La Main à la pâte et, depuis janvier 2018, membre du Conseil scientifique de l'Éducation nationale français.

## Biographie
De 1992 à 1995, elle étudie à la faculté de médecine de Pise, où elle obtient un diplôme universitaire en physiothérapie et psychomotricité pour enfants. Son mémoire, sous la direction de Giovanni Cioni, est intitulé « Le contexte de jeux dans le traitement des enfants avec paralysie cérébrale ».
Elle poursuit de 1995 à 2000 avec une maîtrise en philosophie obtenue auprès de la faculté de lettres et philosophie de l’université de Pise, avec un mémoire sur « Corps et signification » sous la direction d'Aldo Giorgio Gargani et Paola Bora. 
Elle obtient ensuite un DEA en histoire des sciences et des techniques, sous la direction de Jean Dhombres au Centre A. Koyré à l'EHESS à Paris, avec un mémoire intitulé « Corps de l'observateur et corps observé. La représentation esthétique dans la dermatologie de Jean-Louis Alibert (1768-1837) ». 
Enfin, en 2006 elle obtient un doctorat de recherche en philosophie à l'institut Jean Nicod sous la direction de Roberto Casati (Institut Jean Nicod - CNRS) et Guglielmo Tamburrini (Université de Pise) avec une thèse intitulée « An analysis of the notion of illusion and illusory phenomena : illusions in haptic, dynamic, kinesthetic touch ».
Elle s'attache à combattre les neuromythes.
Elle travaille de 2002 à 2003 au laboratoire PERCRO (PERCeptual RObotics). Elle participe en 2004 en tant que chercheuse postdoctorale au projet européen Enactive Network.
Elle est chercheuse associée à l'Institut Jean Nicod (EHESS-ENS-CNRS) depuis 2006[réf. nécessaire]. 
Elle mène des recherches au sein de l'Institut d'études de la cognition, à l'école normale supérieure de Paris[réf. nécessaire]. 
Depuis 2012 Elena Pasquinelli est membre de l'équipe de la Fondation La main à la pâte où elle s'intéresse à l'éclairage que donnent les sciences cognitives sur l'apprentissage. Elle contribue notamment à élaborer des activités de classe à l'usage des enseignants, sur le thème du fonctionnement du cerveau, puis sur le développement de l'esprit critique chez les élèves. 

## Prix et distinctions
- 2015 : prix Le goût des sciences dans la catégorie prix du "livre généraliste" pour Mon cerveau ce héros - mythes et réalité[5].
- 2018 : membre du Conseil scientifique de l'Éducation nationale[6].

## Publications
- L'illusion de réalité. Toute ressemblance avec des personnes ou des situations existantes ne saurait être que fortuite, 2012
- Les écrans, le cerveau... et l'enfant, guide pédagogique, éditions Le Pommier, 2013, avec Gabrielle Zimmermann, Béatrice Descamps-Latscha et Anne Bernard-Delorme.
- Du labo à l’école : science et apprentissage[7], essai, éditions Le Pommier, 2014.
- Mon cerveau ce héros - mythes et réalité[8], éditions Le Pommier, 2015.
- Esprit scientifique, esprit critique (tome 1)[9], guide pédagogique, éditions Le Pommier, 2017, avec Gabrielle Zimmerman et Mathieu Farina.
- Comment utiliser les écrans en famille. Petit guide à l'usage des parents 3.0[10], éditions Odile Jacob, 2018.
- Esprit scientifique, esprit critique (tome 2)[9], guide pédagogique, éditions Le Pommier, 2018, avec Mathieu Farina et Gabrielle Zimmerman.
- L' Art de faire confiance : Pour un nouveau contrat entre la science et les citoyens, éditions Odile Jacob, 2020[11]. Coécrit avec Mathieu Farina.